# Lysekils södra församling
Lysekils södra församling är en församling i Norra Bohusläns kontrakt i Göteborgs stift. Församlingen ligger i Lysekils kommun i Västra Götalands län och ingår i Lysekils pastorat.

## Administrativ historik
Församlingen bildades 2023 genom sammanslagning av Lysekils, och Skaftö församlingar och ingår i Lysekils pastorat.

## Kyrkobyggnader
- Fiskebäckskils kyrka
- Grundsunds kyrka
- Gåsö kapell
- Röds kapell
- Lysekils kyrka